# 谭兴坦
譚興坦（1919年4月1日—1951年6月29日），男，籍貫湖南湘乡，生於北平，中华民国政治人物。中訓團音幹班畢業，天津女子師範學院音樂教師，戰後來台被吸收加入共黨負責策反台灣工礦董事長的任務，因蘇藝林案判處死刑1951年6月29日槍決於台北水源路刑場。

## 生平
譚興坦1919年4月1日生於北平書香門第之家。譚興坦學習音樂二十餘年，北平師大附小畢業、北平市立第五中學因抗日戰爭而中輟，抗戰時參加國民政府軍事委員會政治部的抗敵宣傳隊，抗敵宣傳隊實際是由中國共產黨周恩來所領導的抗日宣傳團體，譚興坦參與抗敵宣傳一隊的宣傳活動。
1940年，譚興坦調入重慶中央訓練團音幹班受訓，畢業後赴各地工作，曾任西南游擊幹訓班音樂教官、第三戰區政治部政工，1943年派往新疆擔任音樂幹部負責宣傳活動。抗戰結束後，譚興坦在天津女子師範學院音樂系擔任講師。譚興坦的老師朱芳春也在天津女子師範學院任教，1947年北平陷入戰火之中，1948年底，譚興坦赴台任教於台灣省立師範學院，不久辭去職務進入台灣工礦公司工作。 
1948年中共中央社會部部長李克農先後派遣朱芳春(化名非)、蕭明華、周一粟等多名特工赴台發展組織。1948年11月非擔任國語日報社編輯，透過鹿宏勛找到譚興坦，並吸收譚興坦交出自傳加入組織運作。
非指示譚興坦接近台灣工礦公司董事長郭克悌，並加以策反，爭取解放台灣時，對於工礦公司之文件及資產保全。但譚興坦一直沒有執行。1950年2月蕭明華因非在大陸身分遭偵破在住處被逮捕，5月相關人等陸續遭到逮捕，1951年7月全案偵查進入後續收網階段，調查局在香港新聞天地週刊刊登整刊的特稿，以李克農照片為封面，標題中共社會部首領李克農的潛台組織已被一網打盡。非在蕭明華被捕之後，攜帶所得情報潛逃香港後轉赴北京，將情報交予中共中央，加速海南島解放。
譚興坦因加入非之共諜組織，在蕭明華被捕之後多次通知非潛逃躲避追緝，譚興坦於1950年6月9日被逮捕。經過審訊譚興坦與同案蘇藝林、陳平、周一粟、安學林、張慶、嚴明森、孫玉林、劉維、白靜寅、徐毅、余熙、葛仲卿、田子彬、林振成、簡桂生、馬學樅、李學驊共18人被判處死刑，1951年6月29日槍決於水源路刑場，葬於六張犁。

## 家庭
父親譚邦翰為音樂家，任職國立北平藝術專科學校，曾著《琴會記事》、《譚氏蕭話》等書。三個兒子譚興樞、譚興坦與譚興錚都自幼受到音樂薰陶。
三哥譚興樞，1937年加入先民隊，成為共產黨員後，歷任鍾祥、孝感縣書記、襄河敵工部長、新四軍第五師團政委、英山縣委書記等職，於1948年2月國共內戰期間陣亡，為中華人民共和國烈士。

## 紀念
2013年10月 北京西山國家森林公園的無名英雄廣場上立有無名英雄紀念碑，為紀念來台灣在1950年代被處決「隱避戰線烈士」而設立。譚興坦銘刻於紀念碑上，為中共國家安全部追認之中華人民共和國烈士。

## 平反
2018年10月4日，促進轉型正義委員會第一批平反，依據促轉會107年9月26日本會第9次委員會議決議，撤銷受難者林慶雲君等1270人之刑事有罪判決暨其刑，其中(40)安潔字第 436 號，有關譚興坦意圖以非法之方法顛覆政府而著手實行之有罪判決暨其刑及沒收之宣告正式撤銷。